# Queensland Premier's Literary Awards
Les Queensland Premier's Literary Awards sont des prix littéraires australiens mis en place en 1999 par Peter Beattie, alors Premier ministre du Queensland. Ils ont été supprimés en 2012 par le Premier ministre Campbell Newman, peu après avoir remporté l'élection de l'État du Queensland en 2012,. 
Il s’agissait d’un prix littéraire de premier plan en Australie, doté de 225 000 dollars et comportait 14 catégories de prix, ce qui en faisait l’un des prix les plus riches d’Australie.
En réponse à sa suppression, la communauté des écrivains du Queensland a créé les Queensland Literary Awards (en) afin de garantir leur pérennité. Le jury s'est maintenu et les Presses de l'Université de Queensland ont accepté de continuer à publier les lauréats de divers prix,.